# Municipio de Spring Creek East
El municipio de Spring Creek East (en inglés: Spring Creek East Township) es un municipio ubicado en el condado de Dent en el estado estadounidense de Misuri. En el año 2010 tenía una población de 4675 habitantes y una densidad poblacional de 43,65 personas por km².

## Geografía
El municipio de Spring Creek East se encuentra ubicado en las coordenadas 37°38′34″N 91°28′50″O / 37.64278, -91.48056. Según la Oficina del Censo de los Estados Unidos, el municipio tiene una superficie total de 107.1 km², de la cual 106,53 km² corresponden a tierra firme y (0,53 %) 0,57 km² es agua.

## Demografía
Según el censo de 2010, había 4675 personas residiendo en el municipio de Spring Creek East. La densidad de población era de 43,65 hab./km². De los 4675 habitantes, el municipio de Spring Creek East estaba compuesto por el 96,41 % blancos, el 0,39 % eran afroamericanos, el 1,09 % eran amerindios, el 0,15 % eran asiáticos, el 0,24 % eran de otras razas y el 1,73 % eran de una mezcla de razas. Del total de la población el 1,33 % eran hispanos o latinos de cualquier raza.